# Tiercé
Tiercé – miejscowość i gmina we Francji, w regionie Kraj Loary, w departamencie Maine i Loara.
Według danych na rok 2010 gminę zamieszkiwały 4 254 osoby, a gęstość zaludnienia wynosiła 125 osób/km².